# 橋本久義
橋本 久義（はしもと ひさよし、1945年5月21日 - ）は、元官僚、工業経済学者、政策研究大学院大学名誉教授。
福井県生まれ。東京都立戸山高等学校卒、1969年東京大学工学部精密機械工学科卒業、通商産業省（現経済産業省）入省、1987年情報産業局鋳鍛造課長、1989年中小企業庁技術課長、1991年立地公害局立地指導課長、1993年工業技術院総括研究開発官、1994年8月埼玉大学教授(政策科学研究科)、1997年10月政策研究大学院大学教授（埼玉大学政策科学研究科が独立）、名誉教授・客員教授。

## 著書
- 『今世紀最後の好景気始動 JIS儒教精神が不況を救う』かんき出版 1995
- 『「町工場」の底力 日本は俺達が支えている!』PHP研究所 1998
- 『町工場が滅びたら日本も滅びる モノづくりで勝ち残る条件』PHP研究所 2002
- 『中小企業が滅びれば日本経済も滅びる』PHP研究所 2012

### 共編著・監修
- 『創造的中小企業 元気な会社20社の生きざま』片岡信之共編 竜谷大学大学院経営学研究科ビジネスコース著 日刊工業新聞社 1996
- 『続・創造的中小企業』片岡信之共編著 日刊工業新聞社 B&Tブックス 2000
- 『IT時代を切り拓く女性起業家たち』片岡信之共編著 日刊工業新聞社 B&Tブックス 2001
- 『町工場こそ日本の宝 他人のやらないことをやるから儲かる!』岡野雅行共著 PHP研究所 2005
- 『早わかり!図解知っておきたい!!放射能と原子力』熊丸由布治共監修 綜合図書 ローレンスムック 2011

## 論文
- 橋本久義